# Новокрасне (зупинний пункт)
Новокра́сне — пасажирський залізничний зупинний пункт Знам'янської дирекції Одеської залізниці на лінії Олійникове — Колосівка.
Розташований за кілька кілометрів від села Новокрасне Арбузинського району Миколаївської області між станціями Кавуни (9 км) та Людмилівка (11 км).
Станом на кінець квітня 2017 року на платформі не зупиняються приміські поїзди.